# Achaghi Gapanli
Achaghi Gapanli est un village de la région de Tərtər en Azerbaïdjan.

## Géographie
Le village d'Achaghi Gapanli de la région de Tərtər est situé dans la circonscription administrative du village de Garagoyunlu.